# Baptiste Santamaria
Baptiste Santamaria (Saint-Doulchard, 9 marzo 1995) è un calciatore francese, centrocampista del Valencia.

## Caratteristiche tecniche
È un centrocampista difensivo dotato di buona fisicità, dinamismo e visione di gioco.

## Carriera
Cresciuto nelle giovanili del Tours, ha esordito il 18 ottobre 2011 in un match vinto 2-1 contro il Bastia.

## Statistiche

### Presenze e reti nei club
Statistiche aggiornate al 7 agosto 2025.
| Stagione        | Squadra         | Campionato      | Campionato | Campionato | Coppe nazionali | Coppe nazionali | Coppe nazionali | Coppe continentali | Coppe continentali | Coppe continentali | Altre coppe | Altre coppe | Altre coppe | Totale | Totale | Totale |
| Stagione        | Squadra         | Comp            | Pres       | Reti       | Comp            | Pres            | Reti            | Comp               | Pres               | Reti               | Comp        | Pres        | Reti        | Pres   | Reti   |        |
| --------------- | --------------- | --------------- | ---------- | ---------- | --------------- | --------------- | --------------- | ------------------ | ------------------ | ------------------ | ----------- | ----------- | ----------- | ------ | ------ | ------ |
| 2013-2014       | Tours           | L1              | 23         | 4          | CF+CdL          | 0+1             | 0               |                    | -                  | -                  |             | -           | -           | 24     | 4      |        |
| 2014-2015       | Tours           | L2              | 35         | 4          | CF+CdL          | 2+1             | 0               |                    | -                  | -                  |             | -           | -           | 38     | 4      |        |
| 2015-2016       | Tours           | L2              | 32         | 6          | CF+CdL          | 2+2             | 0               |                    | -                  | -                  |             | -           | -           | 36     | 6      |        |
| Totale carriera | Totale carriera | Totale carriera | 90         | 14         |                 | 8               | 0               |                    | -                  | -                  |             | -           | -           | 98     | 14     |        |
| 2016-2017       | Angers          | L1              | 37         | 0          | CF+CdL          | 6+0             | 0               |                    | -                  | -                  |             | -           | -           | 43     | 0      |        |
| 2017-2018       | Angers          | L1              | 31         | 0          | CF+CdL          | 1+1             | 0               | -                  | -                  | -                  | -           | -           | -           | 33     | 0      |        |
| 2018-2019       | Angers          | L1              | 38         | 1          | CF+CdL          | 1+1             | 0               | -                  | -                  | -                  | -           | -           | -           | 40     | 1      |        |
| 2019-2020       | Angers          | L1              | 28         | 1          | CF+CdL          | 2+0             | 0               | -                  | -                  | -                  | -           | -           | -           | 30     | 1      |        |
| Ago.-Set.2020   | Angers          | L1              | 3          | 0          | -               | -               | -               | -                  | -                  | -                  | -           | -           | -           | 3      | 0      |        |
| Totale Angers   | Totale Angers   | Totale Angers   | 137        | 2          |                 | 12              | 0               |                    | -                  | -                  |             | -           | -           | 149    | 2      |        |
| set.2020-2021   | Friburgo        | BL              | 30         | 1          | CG              | 1               | 0               | -                  | -                  | -                  | -           | -           | -           | 31     | 1      |        |
| lug.-ago.2021   | Friburgo        | BL              | 1          | 0          | CG              | 1               | 0               | -                  | -                  | -                  | -           | -           | -           | 2      | 0      |        |
| Totale Friburgo | Totale Friburgo | Totale Friburgo | 31         | 1          |                 | 2               | 0               |                    | -                  | -                  |             | -           | -           | 33     | 1      |        |
| set.2021-2022   | Rennes          | L1              | 34         | 2          | CF              | 2               | 0               | UECL               | 7+2                | 0                  | -           | -           | -           | 45     | 2      |        |
| 2022-2023       | Rennes          | L1              | 25         | 2          | CF              | 1               | 0               | UEL                | 3                  | 0                  | -           | -           | -           | 29     | 2      |        |
| 2023-2024       | Rennes          | L1              | 30         | 0          | CF              | 5               | 0               | UEL                | 7                  | 0                  | -           | -           | -           | 42     | 0      |        |
| 2024-gen. 2025  | Rennes          | L1              | 10         | 0          | CF              | 1               | 0               |                    | -                  | -                  |             | -           | -           | 11     | 0      |        |
| Totale Rennes   | Totale Rennes   | Totale Rennes   | 99         | 4          |                 | 9               | 0               |                    | 19                 | 0                  |             | -           | -           | 127    | 4      |        |
| gen.-giu. 2025  | Nizza           | L1              | 13         | 0          | CF              | 1               | 0               |                    | -                  | -                  |             | -           | -           | 14     | 0      |        |
| 2025-2026       | Valencia        | PD              | -          | -          | CR              | -               | -               |                    | -                  | -                  |             | -           | -           | -      | -      |        |
| Totale carriera | Totale carriera | Totale carriera | 370        | 21         |                 | 32              | 0               |                    | 19                 | 0                  |             | -           | -           | 421    | 21     |        |